# Pangu yuangu
Pangu yuangu — викопний вид перетинчастокрилих комах, єдиний у родині Panguidae. Описаний у 2019 році. Тіло комахи знайдено у бірманському бурштині. Вид існував у пізній крейді, приблизно 99-92 млн років тому.

## Опис
Оса завдовжки близько 5 мм. Довжина переднього крила 2,71 мм, довжина метасоми 2,45 мм. Вусики 12-членикові. Очі великі. Жвали симетричні. Крила з повним і стандартним для Aculeata жилкуванням, крім заднього крила. Черевце стебельчасте з вузьким петіолем та жалом на кінці.

## Назва
Родова назва Pangu походить від персонажа китайської міфології Пань-гу — першої людини на Землі. Видова назва P. yuangu означає «найдавніший».